# Sick of It All
Sick of It All (SOIA) és un grup de hardcore punk format el 1986 al barri de Queens, Nova York. Sick of It All és considerat com un grup representatiu de l'escena New York hardcore, i al llarg de la seva carrera ha venut més de mig milió de discos a tot el món.

## Història

### Inicis: 1986-1992
La banda es va formar el 1984 a Queens, lloc en el qual es reunien els germans Pete i Lou Koller al soterrani dels seus pares. El 1986 s'hi uneixen Rich Cipriano al baix i Armand Majidi a la bateria per a gravar una maqueta. Després de tocar de manera regular al CBGB és editat l'EP homònim amb el segell independent Revelation Records, disc que va ser reeditat el 1997 per a la commemorar el desè aniversari del seu llançament. El 1989 la banda edita el seu primer llarga durada, titulat Blood, Sweat and no Tears, amb el segell Relativity Records, del qual 17 dels seus 19 temes no sobrepassaven els 2 minuts de durada. De suport al llançament, la banda va realitzar la primera gira nacional, durant la qual Majidi va deixar la banda per tocar amb Rest In Pieces, essent reemplaçat per Max Capshaw.
Majidi es va reintegrar per gravar l'EP We Stand Alone, però en la gira subsegüent ni Majidi ni Cipriano van formar-ne part, els seus llocs van ser ocupats per Eddie Coen i Eric Komst. El 1992 és editat Just Look Around amb Majidi i Cipriano de tornada a la banda, encara que aquest últim va decidir deixar-la definitivament abans de la gira internacional.

### Augment de popularitat: 1993-1997
Sick of It All va publicar l'àlbum Scratch the Surface amb el segell East West Records, propietat de Warner Music Group, alhora que van gravar videoclips per als temes «Step Down» i «Scratch the Surface». La banda va ser acusada de «vendre's» pels fans, arribant fins i tot a barallar-se amb el grup Born Against durant un programa radiofònic. L'àlbum va ser el primer gravat amb Craig Setari, membre de Straight Ahead, Rest In Pieces, Youth of Today i Agnostic Front, que reemplaçaria a Rich Cipriano a començaments de 1993.
La banda va ser objecte decalúmnies el desembre de 1992 quan Wayne Lo, un jove estudiant, va disparar i assassinar dues persones i en va ferir altres més al Bard College at Simon's Rock de Great Barrington. Les fotografies publicades mostraren el jove essent arrestat portant posada una dessuadora de Sick of It All. Després de ser acusats de ser els causants de la violència i de promoure-la a través de la seva música, la banda es va poder defensar al The New York Times.
A causa de l'èxit aconseguit amb Scratch the Surface, la banda va sortir de gira a nivell mundial. El 1997 van llançar el segon i últim àlbum per East West titulat Built to Last, el qual compta amb una major influència punk en comparació amb al material anterior.

### Període a Fat Wreck Chords: 1998-2004
El 1998 la banda va signar amb el segell independent Fat Wreck Chords, propietat del baixista de NOFX, Fat Mike. Després de llançar el senzill Potential for a Fall el 1999, és editat al febrer del mateix any l'àlbum Call to Arms, seguit per Yours Truly.
El 2001 és llançat el documental The Story So Far, i un any després és editat un enregistrament en directe com a part de la sèrie Live in a Dive del segell Fat Wreck. El 2003 és llançat el setè àlbum d'estudi anomenat Life on the Ropes. L'any següent és editat un àlbum amb cares-B, versions i rareses titulat Outtakes for the Outcast.

### Death to Tyrants(2005–2007)
A principis del 2005, Sick of It All va signar amb Abacus Recordings per gravar Death to Tyrants, llançat el 18 d'abril de 2006. A més, un tribut a Sick of It All, titulat Our Impact Will Be Felt, va ser publicat el 24 d'abril de 2007 i inclou versions de bandes com Bane, Bleeding Through, The Bouncing Souls, Comeback Kid, Hatebreed, Himsa, Ignite, Madball, Most Precious Blood, Napalm Death, Pennywise, Rise Against, Sepultura, Stretch Arm Strong, Unearth i Walls of Jericho.

### Based on a True Story: 2008-2013
Després d'una gira per tot el món presentant Death to Tyrants, Sick of It All va començar a treballar en material nou per al seu proper àlbum. En una entrevista a l'agost de 2009, el cantant Lou Koller, va revelar que la banda començaria a gravar el seu nou àlbum al novembre per a publicar-lo el 2010. Based on a True Story, el primer àlbum de Sick of It All en quatre anys, va ser llançat el 20 d'abril de 2010. Sick of it All va fer una gira per Austràlia amb Rise Against el 2011. També van recórrer el Regne Unit amb AFI i Dear & Departed a l'abril del 2010.

### Last Act of DefianceandWake the Sleeping Dragon!:2014–present
Al novembre de 2011, el cantant Lou Koller va comunicar que Sick of It All havia començat a escriure un nou disc. El disc, titulat Last Act of Defiance, va ser llançat el 30 de setembre del 2014. Sick of It All va recórrer Gran Bretanya i Irlanda de gener a febrer de 2015.
Sick of It All va passar gran part del 2016 celebrant el seu 30è aniversari amb una gira mundial. Per coincidir amb aquest aniversari, la banda va llançar un EP amb nou material, When the Smoke Clears, el 4 de novembre de 2016. El seu dotzè àlbum d'estudi, Wake the Sleeping Dragon!, es va publicar el 2 de novembre de 2018 acompanyat d'una gira mundial.

## Membres

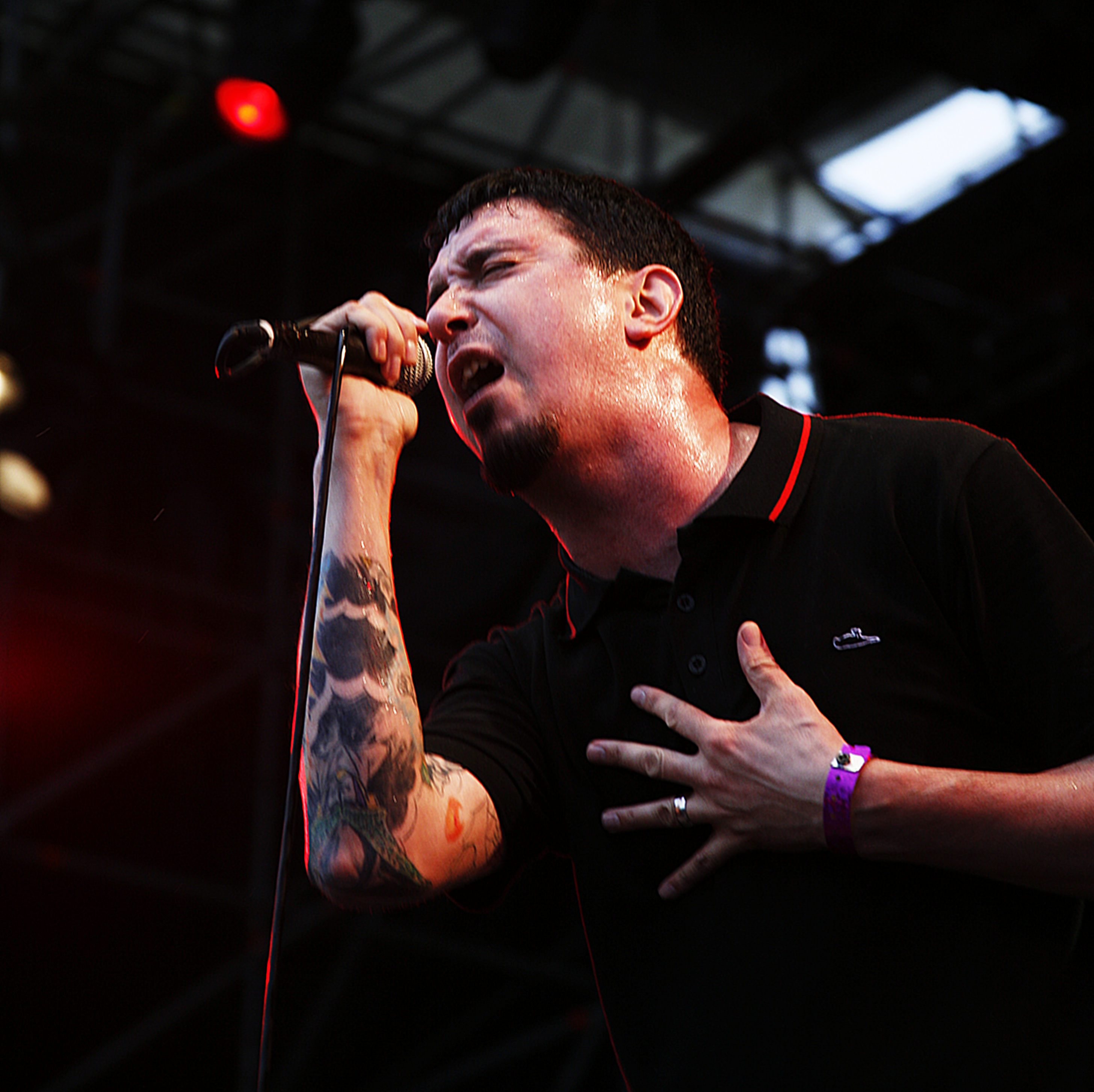
Lou Koller
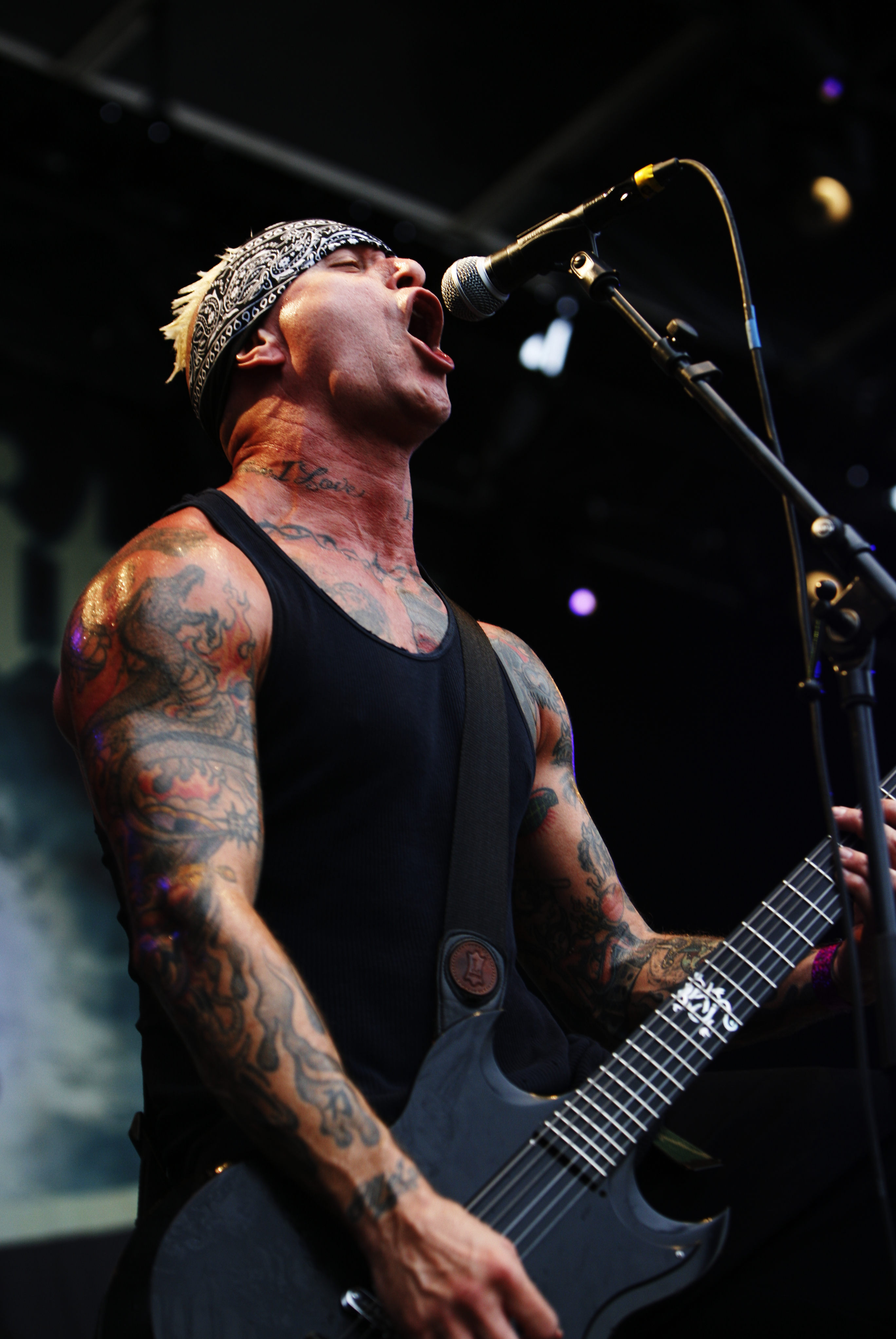
Pete Koller
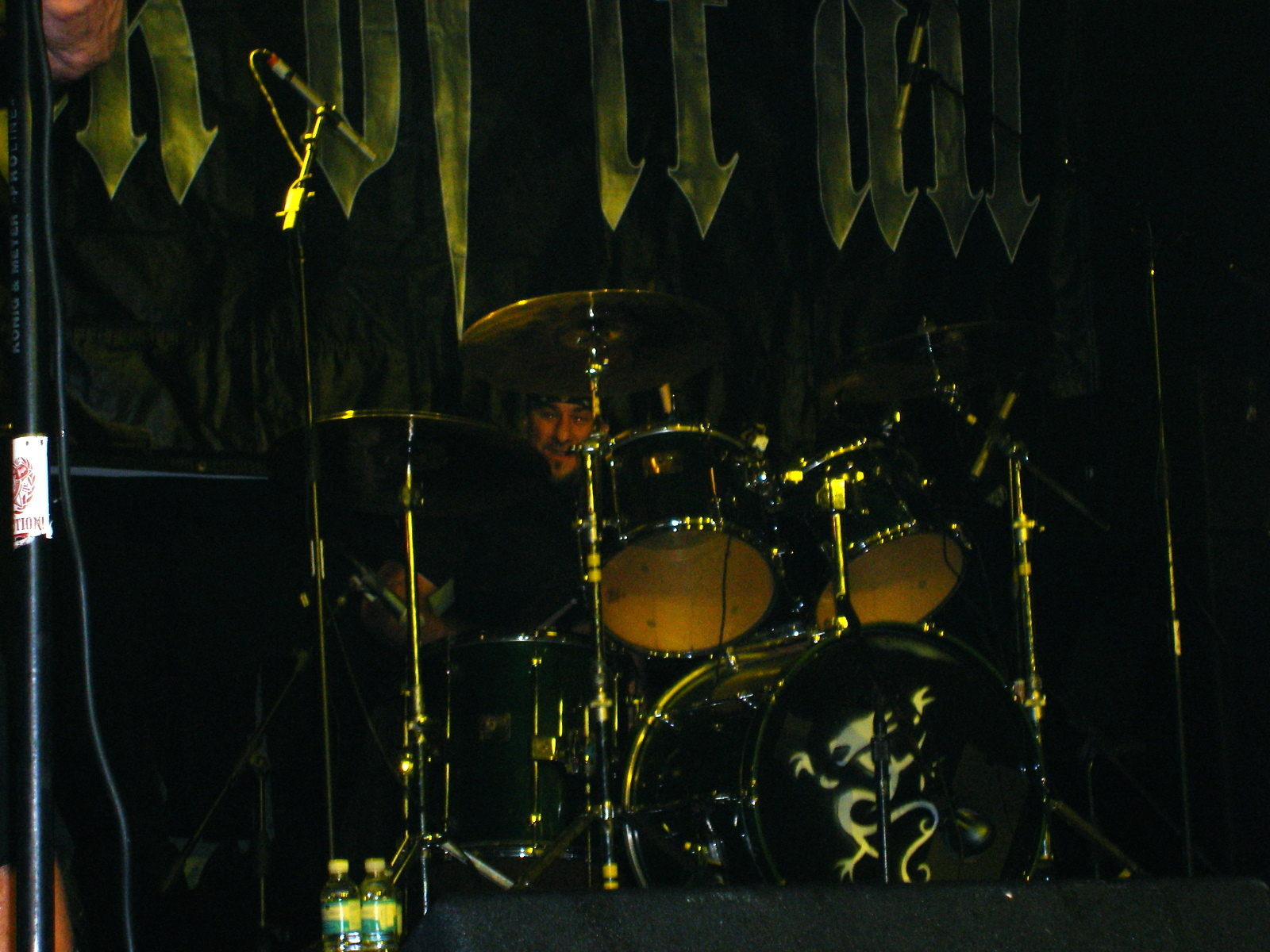
Armand Majidi
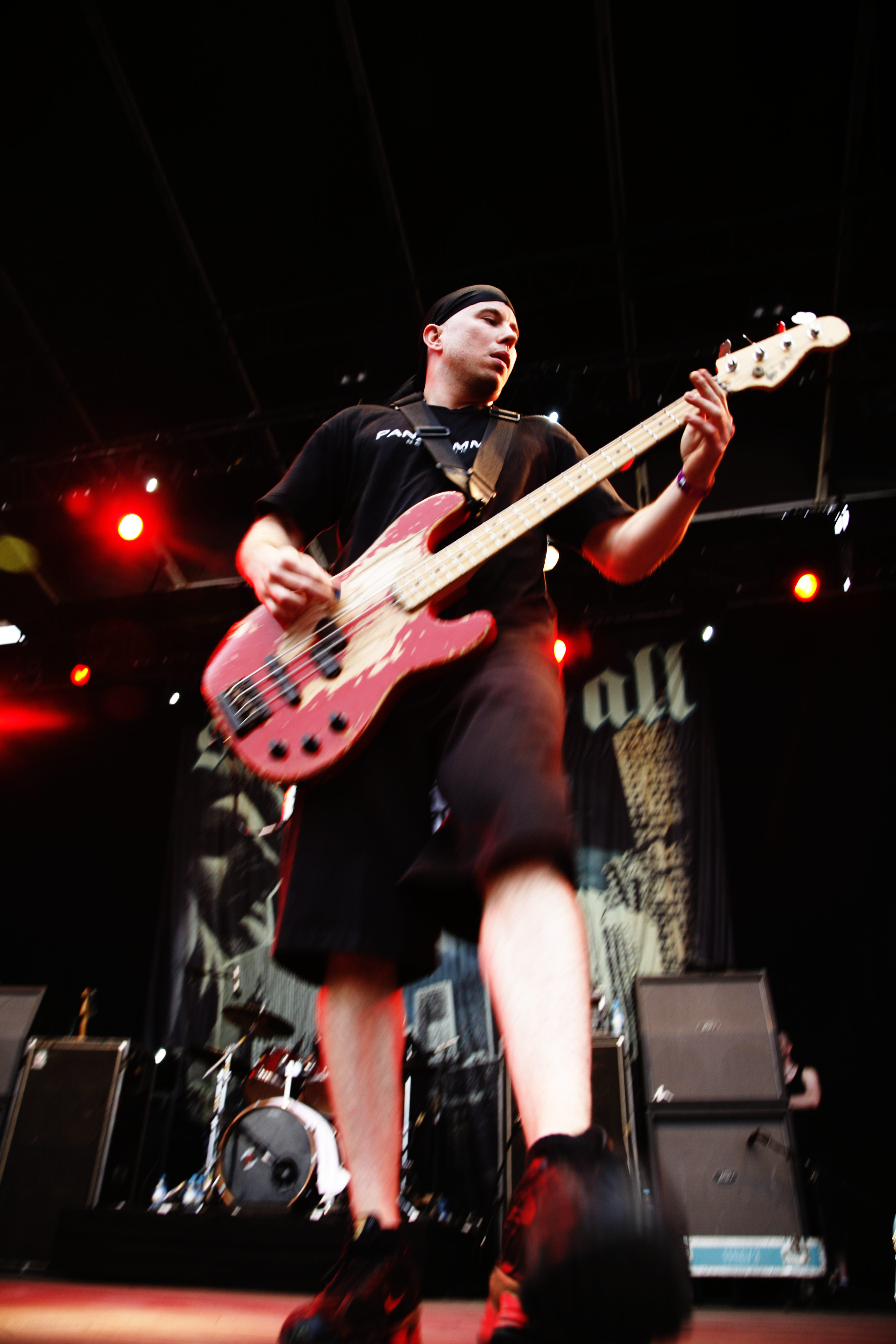
Craig Setari

Membres actuals
- Lou Koller: veu (1986–present)
- Pete Koller: guitarra (1986–present)
- Armand Majidi: bateria (1986–1989, 1992–present)
- Craig Setari: baix (1992–present)

Membres anteriors
- Rich Cipriano: baix (1986–1991, 1992)
- Eddie Coen: baix (1991-1992)
- Max Capshaw: bateria (1989–1991)
- Eric Komst: bateria (1991–1992)

Timeline

## Discografia

### Àlbums d'estudi
- Blood, Sweat and No Tears (1989)[5]
- Just Look Around (1992)
- Scratch the Surface (1994)
- Built to Last (1997)
- Call to Arms (1999)
- Yours Truly (2000)
- Life on the Ropes (2003)
- Death to Tyrants (2006)
- Based on a True Story (2010)
- XXV Nonstop (2011)
- The Last Act of Defiance (2014)
- Wake the Sleeping Dragon! (2018)[6]

### EP
- Sick of It All (1987)
- We Stand Alone (1991)
- Us Vs. Them (2000)
- When the Smoke Clears (2018)

### Altres enregistraments
- Live in a World Full of Hate (1995)
- Spreading the Hardcore Reality (1997)
- Live in a Dive: Sick of It All (2002)
- Outtakes for the Outcast (2004)
- Our Impact Will Be Felt (2007)